# Willa przy ulicy 1 Maja 5 w Siemianowicach Śląskich
Willa przy ulicy 1 Maja 5 w Siemianowicach Śląskich – zabytkowa willa, położona przy ulicy 1 Maja 5 w Siemianowicach Śląskich, w dzielnicy Centrum. Powstała ona w 1906 roku w stylu secesyjnym, według projektu Juliusa Litscha z Zawodzia na zlecenie spółki Zjednoczone Huty Królewska i Laura.

## Historia
Willa powstała na zlecenie spółki Zjednoczone Huty Królewska i Laura. W 1905 roku został ukończony projekt willi autorstwa Juliusa Litscha z Zawodzia. Gmach został oddany do użytku w 1906 roku jako budynek mieszkalny dla wyższych urzędników huty „Laura”.
Na początku XX wieku w budynku mieściły się cztery trzypokojowe mieszkania z kuchnią i łazienką oraz dwa małe lokale mieszkalne na strychu. Pod koniec XX wieku willa była opuszczona. Wówczas to wskutek interwencji jednego z architektów pracujących w zespole architekta miejskiego budynek został wystawiony na sprzedaż. Nowy inwestor przeprowadził kapitalny remont willi, a w międzyczasie została ona 31 maja 1995 roku wpisana do rejestru zabytków.

## Charakterystyka
Willa położona jest przy ulicy 1 Maja 5 w Siemianowicach Śląskich, w granicach dzielnicy Centrum. Powstała w stylu secesyjnym według projektu Juliusa Litscha. Jest to budynek dwukondygnacyjny, z użytkowanym poddaszem i podpiwniczeniem. Został on pokryty cegłą klinkierową, a elementy dekoracyjne, będące sztukaterią nawiązującą swoim stylem do secesji, zostały wykonane ze sztucznego kamienia. W późniejszym okresie willa została pomalowana farbą olejną na kolor niebieski, zaś detale ze sztucznego kamienia na bordowo. W części parterowej gmach ma trójścienne wykusze. Nad wejściami do willi powstały przeszklone ogrody zimowe, a nad nimi niewielkie balkony dostępne z poziomu poddasza. Gmach ma okna o niejednakowych podziałach. Na parterze środkowe zdwojone okna mają proste opaski ze sztucznego kamienia, zaś na piętrze znajdują się okna potrójne, mające bogatsze udekorowanie. Nad nimi mieszczą się jeszcze okna doświetlające strych. Okna w budynku są w większości zwieńczone półkoliście bądź łukami odcinkowymi.
Willa wpisana jest do rejestru zabytków pod numerem A/1572/95. Ochrona objęty jest cały budynek wraz z najbliższym otoczeniem. Willa ta jest własnością prywatną. Mieści ona lokal mieszkalny oraz lokale usługowe.